# Lucien Servanty
Lucien Servanty (Parigi, 25 maggio 1909 – Blagnac, 7 ottobre 1973) è stato un ingegnere aeronautico francese, artefice, assieme al collega René Leduc, della rinascita dell'aviazione francese del dopoguerra e figura tra le più rappresentative tra l'ingegneria aeronautica nazionale. 
Tra i molti progetti arrivati alla produzione il suo maggior successo, seppur condiviso, fu l'aereo di linea supersonico anglo-francese BAC / Aérospatiale Concorde.

## Biografia
Ingénieur diplômé par l'État (DPE aeronautica 1943) e laureato alla École nationale supérieure d'arts et métiers, Servanty viene assunto nel 1931 dalla Société anonyme des ateliers d'aviation Louis Breguet.
Nel 1939, a seguito della sua nazionalizzazione ed integrazione nei consorzi aeronautici Société nationale de constructions aéronautiques du Nord (SNCAN) e Société nationale des constructions aéronautiques de l'ouest (SNCAO), Servanty rimane nello staff tecnico di quest'ultima che nel marzo 1941 viene assorbita dalla Société nationale des constructions aéronautiques du sud-ouest (SNCASO).
In questo periodo, interessato dalla Campagna di Francia e dalla successiva resa ed occupazione tedesca durante la seconda guerra mondiale, Servanty continua la sua attività sotto il controllo delle autorità di occupazione, disegnando tuttavia in segreto il progetto dell'SNCASO SO-6000 Triton, il primo aereo a reazione di concezione francese, che però non potrà essere completato che alla fine del conflitto e che verrà portato in volo per la prima volta nel novembre 1946.
Successivamente, Servanty ha condotto diversi studi su aerei destinati all'aviazione militare, come gli Espadon e Trident che tra i tardi anni quaranta ed i primi anni cinquanta sperimentarono la possibilità di avviare alla produzione in serie un caccia intercettore che utilizzasse la propulsione mista getto-endoreattore. Fu tuttavia con un progetto destinato all'aviazione civile che Servanty raggiunse una notorietà internazionale: il progetto anglo-francese Concorde, un aereo di linea in grado di viaggiare a regime supersonico, del quale assunse la direzione tecnica della parte francese. La collaborazione e la stima instaurata tra Servanty e il suo omologo britannico Bill Strang, consentì di superare le molte difficoltà incontrate nel suo sviluppo e consolidò un rapporto di amicizia che unì i due uomini e le loro famiglie anche al di fuori dell'ambito professionale.
Servanty riuscì a portare a termine il programma di prove ma, a causa del suo improvviso decesso nel 1973, all'età di solo 64 anni, non riuscì ad assistere al primo volo commerciale della sua creazione avvenuto nel 1976.

## Riconoscimenti

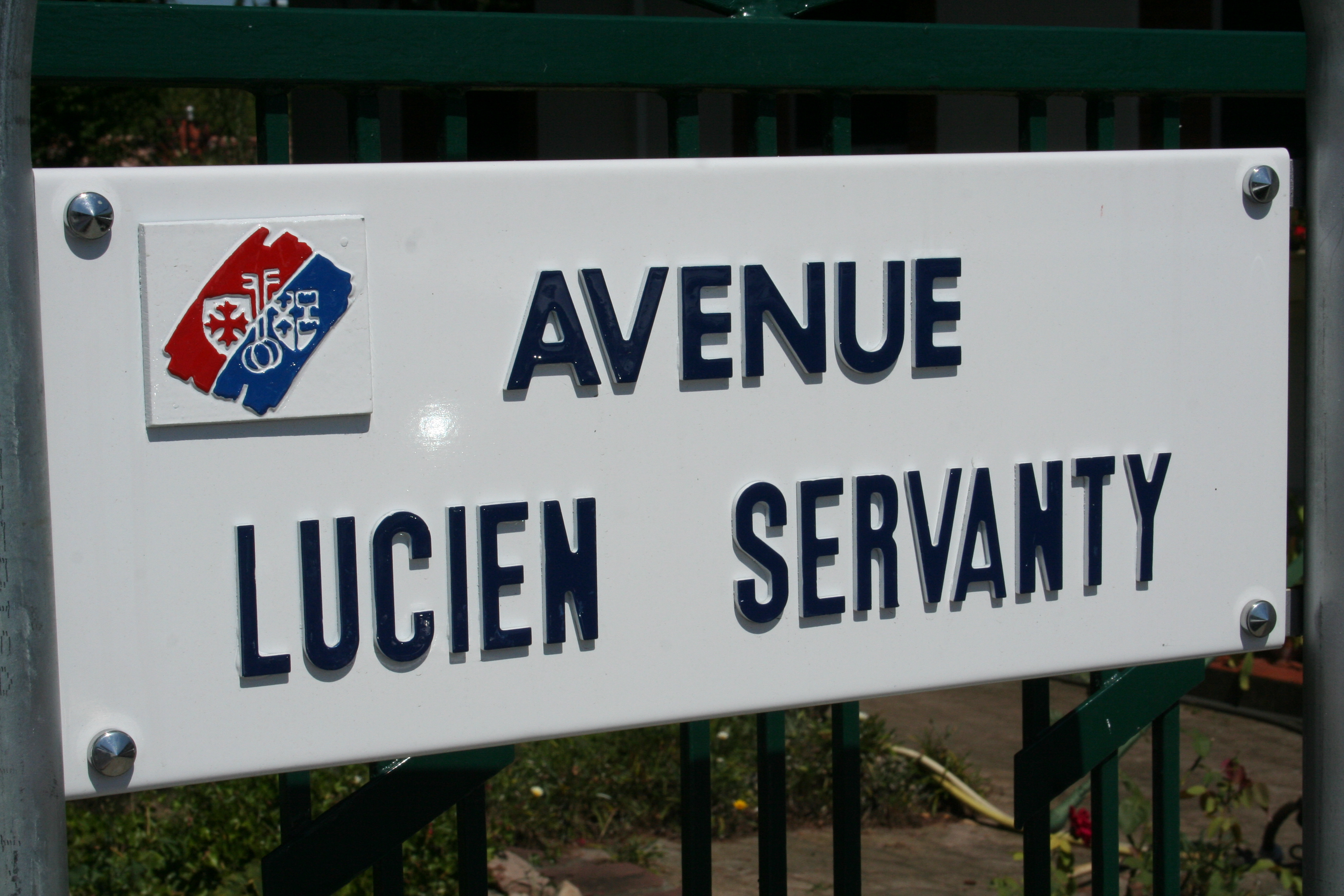
Targa della strada di Blagnac intitolata a Lucien Servanty

A Lucien Servanty sono intitolate una via a Tolosa ed un viale a Blagnac.

## Progetti realizzati
(lista parziale)
 Francia
- Bloch MB 155 - aereo da caccia (1938)
- Bloch MB 157 - prototipo di aerea da caccia (1942)
- SNCASO SO-6000 Triton - aereo sperimentale (1946)
- SNCASO Deauville - aereo da turismo (1947)
- SNCASO SO-6020 Espadon - aereo sperimentale (1948)
- SNCASO SO-7010 Pégase - aereo postale (1948)

  Regno Unito - Francia
- BAC / Aérospatiale Concorde - aereo di linea supersonico (1969) (coprogettato con lo staff tecnico della British Aircraft Corporation diretto da Bill Strang)